# Marc-André Grondin
Marc-André Grondin (ur. 11 marca 1984 w Montrealu) – kanadyjski aktor.
Przyszedł na świat jako syn francusko-kanadyjskiego prezentera radiowego Denisa Grondina, jego matka ma meksykańskie pochodzenie. Debiutował na ekranie w wieku siedmiu lat w filmie Nelligan (1991). Sławę międzynarodową zyskał dzięki roli Zachary'ego Beaulieu w dramacie C.R.A.Z.Y. (2005), za którą zdobył nagrodę na festiwalu filmowym w Vancouverze i odebrał nagrodę Jutra. Rola Raphaëla Duvala w dramacie Pierwszy dzień reszty twojego życia (Le Premier Jour du Reste de ta Vie, 2008) przyniosła mu nagrodę Césara w kategorii obiecujący aktor.

## Wybrana filmografia

### Filmy fabularne
- 1991: Nelligan jako dziecko (katedra)
- 1992: Moja siostra, moja miłość (Ma sœur, mon amour) jako Gaétan (dziecko)/Jérôme
- 1994: Uczta królów (La Fête des rois) jako Benjamin
- 1995: Magiczne kwiaty (Les Fleurs magiques) jako DJ
- 2005: C.R.A.Z.Y. jako Zac Beaulieu (w wieku 15-40 lat)
- 2006: Nasze lata (Nos étés) jako André-Jules Belzile
- 2006: Piękna bestia (La Belle Bête) jako Patrice
- 2006: Uczta rekina (Festin de requin) jako Pi (głos)
- 2007: Latawiec (Les Cerfs-volants, TV) jako Jérôme Cornuau
- 2008: Pierwszy dzień reszty twojego życia (Le Premier Jour du Reste de ta Vie) jako Raphaël
- 2008: Che. Boliwia (Che - 2ème partie : Guerilla) jako Régis Debray
- 2008: Ostatnia posługa (Bouquet final) jako Gabriel
- 2009: 5150 Elm (5150 rue des Ormes) jako Yannick Bérubé
- 2010: Pretendent (The Chameleon) jako Frédéric Bourdin
- 2010: Groźba (Insoupçonnable) jako Sam
- 2010: Linie wroga (Les Lignes ennemies)
- 2010: Szczęście innych (Le Bonheur des autres) jako Sylvain
- 2010: Moja rewolucja (Ma révolution) jako Simon

### Seriale TV
- 1993: Nieustraszeni (Les Intrépides) jako Nellito
- 1995: W zmiennym niebo (Sous un ciel variable) jako Simon Egger-Tanguay
- 2002: Super babcia (Les Super mamies) jako Martin Lafond-Cloutier
- 2003: Watatatow jako Karl Godin

## Nagrody
- Cezar 2009: nagroda w kategorii „Obiecujący aktor” za Pierwszy dzień reszty twojego życia